# 上北沢駅
上北沢駅（かみきたざわえき）は、東京都世田谷区上北沢四丁目にある、京王電鉄京王線の駅である。京王東管区所属。駅番号はKO09。

## 歴史

### 年表
- 1913年（大正2年）4月15日：京王電気軌道（現・京王電鉄）の上北沢駅（かみきたざわえき）として開設。
- 1917年（大正6年）：北沢駅（きたざわえき）へ改称。
- 1932年（昭和7年）12月10日：再度上北沢駅へ改称。
- 1944年（昭和19年）5月31日：東京急行電鉄（大東急、現・東急電鉄）が京王電気軌道を吸収合併、同社京王線の駅となる。
- 1948年（昭和23年）6月1日：東急から京王帝都電鉄が分離、同社の駅となる
- 1993年（平成5年）2月：地下駅舎完成。従来の駅舎と構内踏切廃止。
- 1994年（平成6年）3月：10両対応ホーム完成。
- 2007年（平成19年）2月：エレベーター新設。ホーム新宿方にあった階段を撤去。
- 2014年（平成26年）2月28日：連続立体交差事業着手[1]。

### 駅名の由来
1913年（大正2年）の開設時、当地は荏原郡松沢村上北沢に位置していたことから。上北沢は前近代の上北沢村に由来する大字で、下流の下北沢村（現・世田谷区北沢および代沢他）と対比した地名。1917年（大正6年）に北沢駅と改称したが、1932年（昭和7年）の東京市編入に際して小田原急行鉄道（当時）下北沢駅（1927年開設）周辺の地名が下北沢から北沢となったため、混乱を避けるため上北沢駅に戻した。

## 駅構造
島式ホーム1面2線を有する地上駅。駅舎は地下にある。下り線が直線、上り線は曲線となっている。2007年（平成19年）2月にエレベーターが新設され、出入口からホームまでの動線バリアフリー化が図られた。
トイレは駅舎内にある。以前はユニバーサルデザインの一環として設置される「だれでもトイレ」が女性用トイレ最奥部にあったが、2007年（平成19年）3月に「だれでもトイレ」移転を伴う改修工事が竣工した。
以前は島式ホームに隣接して新宿方上下線間に駅舎が設置されており、駅舎との出入口は構内踏切で連絡していたが（現在の東急大井町線等々力駅と同じ形式）、10連対応ホーム建設に伴う現在の地下駅舎への移転に伴い、廃止された。
高架化後も、現在同様島式ホーム1面2線となる予定である。

### のりば
| 番線 | 路線   | 方向 | 行先                                 |
| ---- | ------ | ---- | ------------------------------------ |
| 1    | 京王線 | 下り | 調布・橋本・京王八王子・高尾山口方面 |
| 2    | 京王線 | 上り | 明大前・笹塚・新宿・ 都営新宿線方面  |

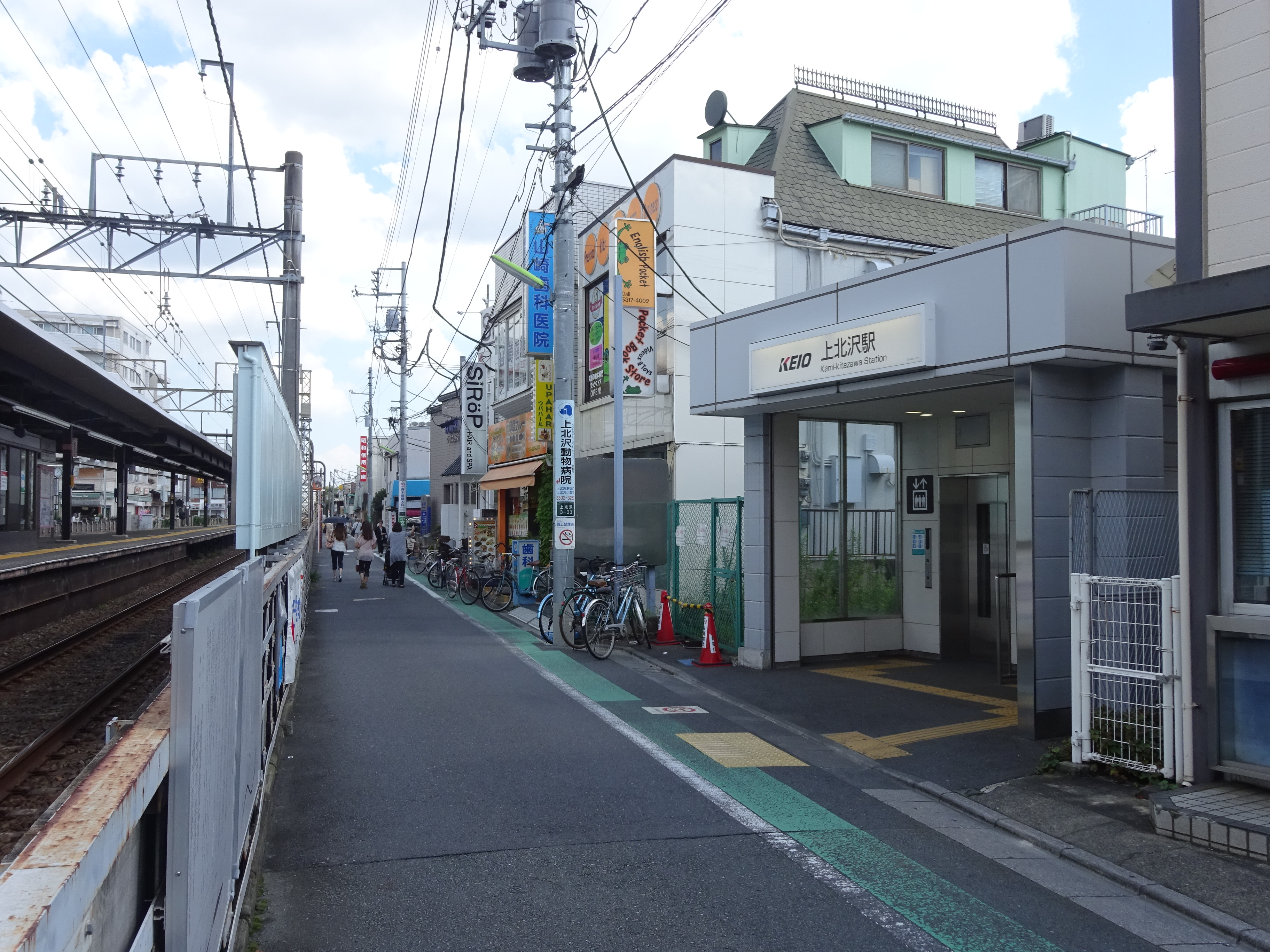
南口、左端はホーム（2015年9月12日）
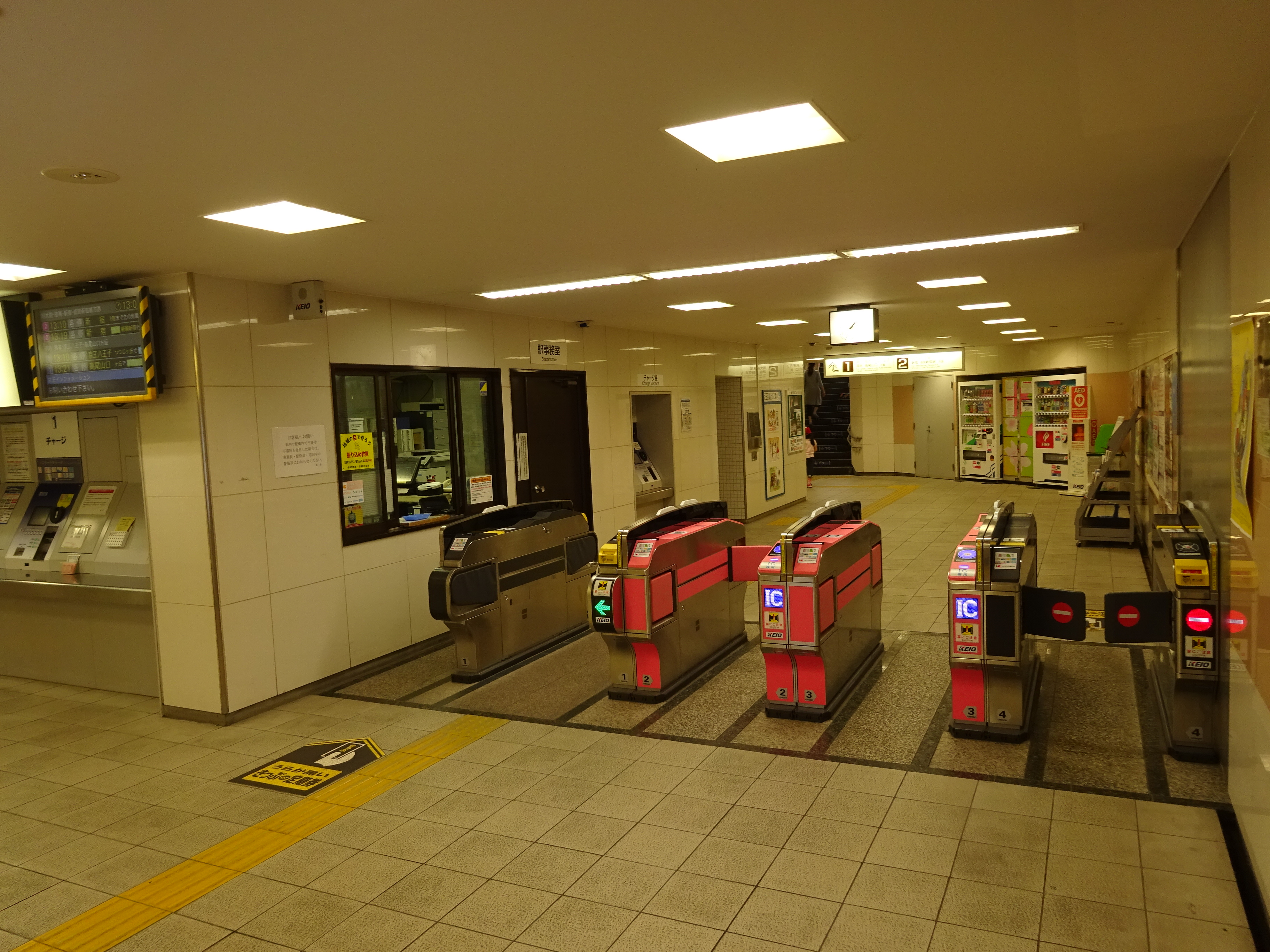
改札口（2015年9月12日）
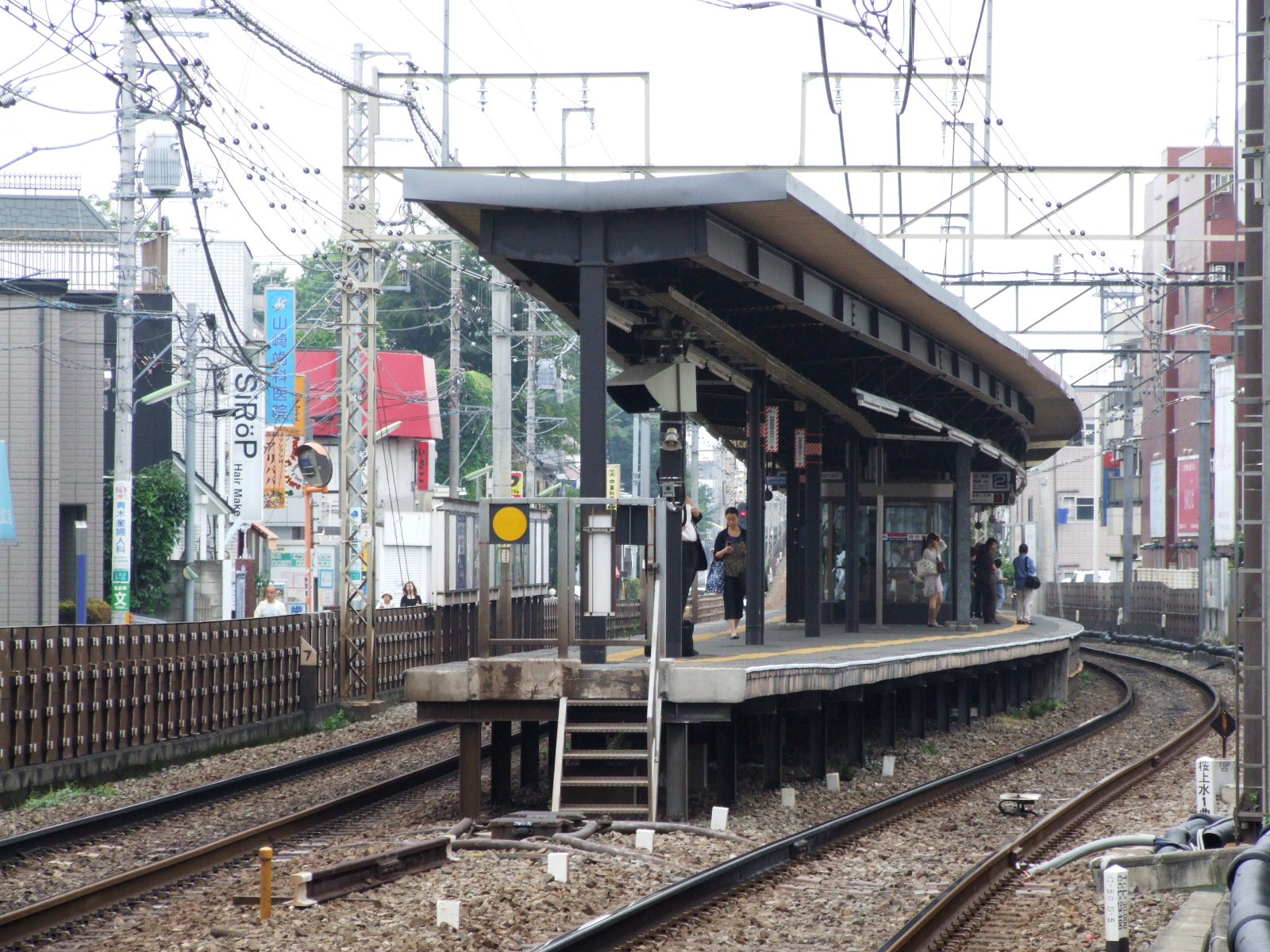
ホーム（2009年6月15日）

## 利用状況
2024年度（令和6年度）の1日平均乗降人員は14,678人である。近年は乗降人員が減少傾向にある。
近年の1日平均乗降・乗車人員の推移は下表の通りである。
| 年度               | 1日平均 乗降人員 | 1日平均 乗車人員 | 出典              |
| ------------------ | ---------------- | ---------------- | ----------------- |
| 1955年（昭和30年） | 9,864            |                  |                   |
| 1956年（昭和31年） |                  | 5,106            | [ 東京都統計 1 ]  |
| 1957年（昭和32年） |                  | 5,533            | [ 東京都統計 2 ]  |
| 1958年（昭和33年） |                  | 5,908            | [ 東京都統計 3 ]  |
| 1959年（昭和34年） |                  | 6,128            | [ 東京都統計 4 ]  |
| 1960年（昭和35年） | 12,684           | 6,368            | [ 東京都統計 5 ]  |
| 1961年（昭和36年） | 13,607           | 6,705            | [ 東京都統計 6 ]  |
| 1962年（昭和37年） | 14,411           | 7,175            | [ 東京都統計 7 ]  |
| 1963年（昭和38年） | 15,622           | 7,840            | [ 東京都統計 8 ]  |
| 1964年（昭和39年） | 16,829           | 8,461            | [ 東京都統計 9 ]  |
| 1965年（昭和40年） | 17,776           | 8,963            | [ 東京都統計 10 ] |
| 1966年（昭和41年） | 18,376           | 9,316            | [ 東京都統計 11 ] |
| 1967年（昭和42年） |                  | 9,508            | [ 東京都統計 12 ] |
| 1968年（昭和43年） | 19,176           | 9,751            | [ 東京都統計 13 ] |
| 1969年（昭和44年） | 19,747           | 10,079           | [ 東京都統計 14 ] |
| 1970年（昭和45年） | 20,668           | 10,405           | [ 東京都統計 15 ] |
| 1971年（昭和46年） |                  | 10,167           | [ 東京都統計 16 ] |
| 1972年（昭和47年） | 20,981           | 10,200           | [ 東京都統計 17 ] |
| 1973年（昭和48年） | 20,401           | 9,953            | [ 東京都統計 18 ] |
| 1974年（昭和49年） | 20,706           | 9,699            | [ 東京都統計 19 ] |
| 1975年（昭和50年） | 19,585           | 9,352            | [ 東京都統計 20 ] |
| 1976年（昭和51年） | 20,984           | 9,978            | [ 東京都統計 21 ] |
| 1977年（昭和52年） | 22,074           | 10,471           | [ 東京都統計 22 ] |
| 1978年（昭和53年） | 22,187           | 10,636           | [ 東京都統計 23 ] |
| 1979年（昭和54年） | 21,541           | 10,880           | [ 東京都統計 24 ] |
| 1980年（昭和55年） | 22,052           | 11,000           | [ 東京都統計 25 ] |
| 1981年（昭和56年） | 22,831           | 11,304           | [ 東京都統計 26 ] |
| 1982年（昭和57年） | 23,297           | 11,510           | [ 東京都統計 27 ] |
| 1983年（昭和58年） | 23,336           | 11,536           | [ 東京都統計 28 ] |
| 1984年（昭和59年） | 21,068           | 10,556           | [ 東京都統計 29 ] |
| 1985年（昭和60年） | 20,654           | 10,334           | [ 東京都統計 30 ] |
| 1986年（昭和61年） | 20,560           | 10,244           | [ 東京都統計 31 ] |
| 1987年（昭和62年） | 20,689           | 10,314           | [ 東京都統計 32 ] |
| 1988年（昭和63年） | 20,357           | 10,148           | [ 東京都統計 33 ] |
| 1989年（平成元年） | 20,189           | 10,101           | [ 東京都統計 34 ] |
| 1990年（平成02年） | 20,869           | 10,466           | [ 東京都統計 35 ] |
| 1991年（平成03年） | 21,065           | 9,738            | [ 東京都統計 36 ] |
| 1992年（平成04年） | 20,461           | 10,214           | [ 東京都統計 37 ] |
| 1993年（平成05年） | 20,379           | 10,153           | [ 東京都統計 38 ] |
| 1994年（平成06年） | 20,107           | 9,978            | [ 東京都統計 39 ] |
| 1995年（平成07年） | 19,826           | 9,806            | [ 東京都統計 40 ] |
| 1996年（平成08年） | 19,553           | 9,679            | [ 東京都統計 41 ] |
| 1997年（平成09年） | 18,770           | 9,255            | [ 東京都統計 42 ] |
| 1998年（平成10年） | 18,620           | 9,082            | [ 東京都統計 43 ] |
| 1999年（平成11年） | 17,942           | 8,691            | [ 東京都統計 44 ] |
| 2000年（平成12年） | 17,594           | 8,542            | [ 東京都統計 45 ] |
| 2001年（平成13年） | 17,087           | 8,277            | [ 東京都統計 46 ] |
| 2002年（平成14年） | 16,716           | 8,074            | [ 東京都統計 47 ] |
| 2003年（平成15年） | 16,135           | 7,770            | [ 東京都統計 48 ] |
| 2004年（平成16年） | 15,978           | 7,696            | [ 東京都統計 49 ] |
| 2005年（平成17年） | 15,662           | 7,674            | [ 東京都統計 50 ] |
| 2006年（平成18年） | 15,012           | 7,474            | [ 東京都統計 51 ] |
| 2007年（平成19年） | 15,066           | 7,525            | [ 東京都統計 52 ] |
| 2008年（平成20年） | 14,821           | 7,403            | [ 東京都統計 53 ] |
| 2009年（平成21年） | 14,631           | 7,312            | [ 東京都統計 54 ] |
| 2010年（平成22年） | 14,401           | 7,184            | [ 東京都統計 55 ] |
| 2011年（平成23年） | 14,265           | 7,098            | [ 東京都統計 56 ] |
| 2012年（平成24年） | 14,162           | 7,066            | [ 東京都統計 57 ] |
| 2013年（平成25年） | 14,175           | 7,085            | [ 東京都統計 58 ] |
| 2014年（平成26年） | 14,116           | 7,044            | [ 東京都統計 59 ] |
| 2015年（平成27年） | 14,693           | 7,320            | [ 東京都統計 60 ] |
| 2016年（平成28年） | 15,165           | 7,556            | [ 東京都統計 61 ] |
| 2017年（平成29年） | 15,859           | 7,904            | [ 東京都統計 62 ] |
| 2018年（平成30年） | 16,169           | 8,060            | [ 東京都統計 63 ] |
| 2019年（令和元年） | 15,942           | 7,932            | [ 東京都統計 64 ] |
| 2020年（令和02年） | 11,724           | 5,838            | [ 東京都統計 65 ] |
| 2021年（令和03年） | 12,675           |                  |                   |
| 2022年（令和04年） | 13,730           |                  |                   |
| 2023年（令和05年） | 14,265           |                  |                   |
| 2024年（令和06年） | 14,678           |                  |                   |

## 駅周辺
西隣の駅である八幡山駅とは600mしか離れていないため、当駅から高架上にある同駅ホームが見える。
- 世田谷区立上北沢小学校
- サミットストア 上北沢店
- 上北沢区民センター（上北沢児童館・上北沢図書館）
- 東京都立松沢病院
- 賀川豊彦記念・松沢資料館
- NTT上北沢ビル
- 国道20号（甲州街道）
- 首都高速4号新宿線
- 警視庁成城警察署 上北沢駅前交番
- 杉並下高井戸郵便局
- 昭和信用金庫 上北沢支店

## バス路線
- 上北沢駅入口
  - 京王バス「すぎ丸」
    - さくら路線：柏の宮公園入口経由浜田山駅南行
- 旭橋
  - 京王バス「すぎ丸」
    - さくら路線：桜上水駅入口経由下高井戸駅入口行
- 上北沢公園
  - 京王バス
    - 八01 希望ヶ丘団地線：八幡山駅行

## 隣の駅
京王電鉄
 京王線
■特急・■急行・■区間急行・■快速
通過
■各駅停車
桜上水駅 (KO08) - 上北沢駅 (KO09) - 八幡山駅 (KO10)